# Ракетные удары по Днепру и области 24 июня 2025 года

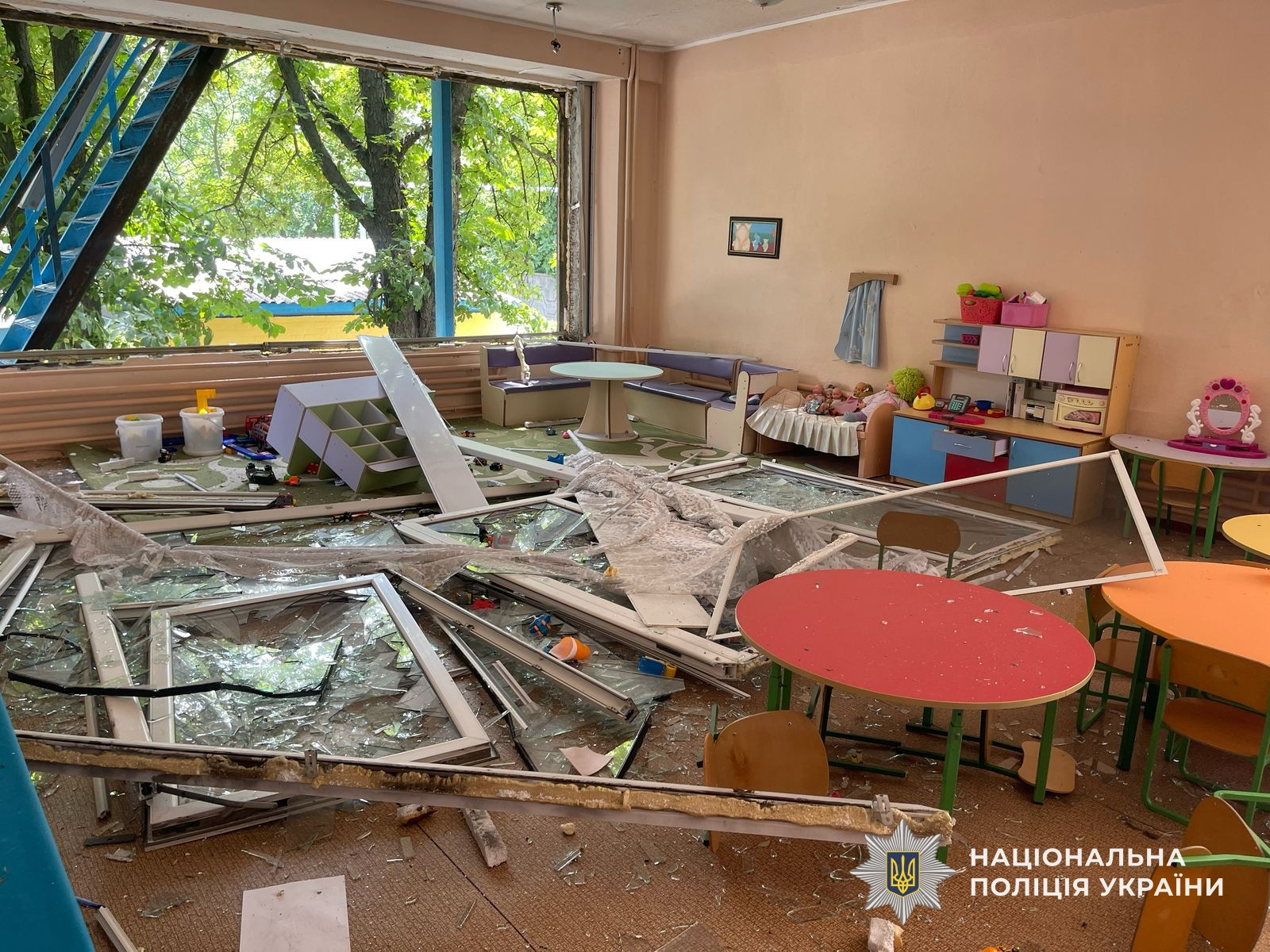
Повреждённый детский сад

24 июня 2025 года примерно в 11:01 российские войска нанесли ракетные удары по Днепру и области. В результате ударов баллистическими ракетами в Днепре погибли 21 человек, в соседнем городе Самар — ещё двое; ранения в Днепре получили не менее 340 человек, среди которых 38 детей. Были повреждены жилые дома, 8 медицинских учреждений, 19 школ, десятки детских садов и более сотни машин.
Взрывной волной также были повреждены 14 вагонов пассажирского поезда № 52 Одесса — Запорожье.
Глава ММПЧУ Даниэль Белль подчеркнула: «Выбранное время атак сделало большое количество жертв среди гражданского населения вполне предсказуемым».
25 июня в городе Днепр объявили днём траура.
К 27 июня спасательные работы ещё не были окончены. 